# Сан-Джованни-Баттиста-де-Росси (титулярная церковь)
Сан-Джованни-Баттиста-де-Росси (лат. Titulus Sancti Ioannis Baptistæ de Rossi ad viam Latinam) — титулярная церковь была создана Папой Павлом VI в 1969 году. Титул принадлежит церкви Сан-Джованни-Баттиста-де-Росси, расположенной во квартале Рима Аппио-Латино, на виа Чезаре Баронио, приход с 1940 года.

## Список кардиналов-священников титулярной церкви Сан-Джованни-Баттиста-де-Росси
- Джон Карберри — (30 апреля 1969 — 17 июня 1998, до смерти);
  - вакансия (1998—2001);
- Хулио Террасас Сандоваль, C.SS.R. — (21 февраля 2001 — 9 декабря 2015, до смерти);
- Джон Рибат, M.S.C. — (19 ноября 2016 — по настоящее время).